# Pomaderris apetala
Pomaderris apetala är en brakvedsväxtart. Pomaderris apetala ingår i släktet Pomaderris och familjen brakvedsväxter.

## Underarter
Arten delas in i följande underarter:
- P. a. apetala
- P. a. maritima